# Heodes guttata
Heodes guttata är en fjärilsart som beskrevs av Schultz 1904. Heodes guttata ingår i släktet Heodes och familjen juvelvingar. Inga underarter finns listade i Catalogue of Life.